# Francisco Celaya
Francisco Celaya Bilbao (Basauri, Vizcaya, España, 15 de abril de 1920 - 13 de junio de 1997) fue un exfutbolista español que se desempeñaba como defensa.

## Trayectoria
Se incorporó al primer equipo del Athletic Club en 1941. Debutó el 5 de octubre en una derrota ante el Celta de Vigo por 3-0. En el equipo vasco pasó diez temporadas, en las que jugó tres finales de Copa (todas ellas ante el Valencia CF). En total, disputó 164 partidos sin marcar ningún gol. En 1951, se incorporó al Real Oviedo. Después de dos temporadas en el club carbayón, fichó por el Atlético de Tetuán por una temporada.

## Clubes
| Club                    | País   | Año         |
| ----------------------- | ------ | ----------- |
| Bilbao Athletic         | España | 1940 - 1941 |
| Athletic Club           | España | 1941 - 1951 |
| Real Oviedo             | España | 1951 - 1953 |
| Club Atlético de Tetuán | España | 1953 - 1954 |

## Palmarés
| Título                     | Club          | País   | Año     |
| -------------------------- | ------------- | ------ | ------- |
| Primera División de España | Athletic Club | España | 1942-43 |
| Copa del Generalísimo      | Athletic Club | España | 1943    |
| Copa del Generalísimo      | Athletic Club | España | 1944    |
| Copa del Generalísimo      | Athletic Club | España | 1945    |
| Copa del Generalísimo      | Athletic Club | España | 1950    |
| Copa Eva Duarte            | Athletic Club | España | 1950    |